# Носов, Евгений Владимирович
Евге́ний Влади́мирович Но́сов (род. 13 августа 1982) — российский футболист, нападающий.

## Карьера
Начинал карьеру в клубе «Крылья Советов-2» в 2000 году. В 2002 году защищал цвета клуба «Лада-Энергия». В 2003—2004 годах и в сезоне 2007 выступал за «Смену» из города Комсомольск-на-Амуре. В 2005 году подписал контракт с «Содовиком». В 2006 году сыграл один матч в чемпионате Белоруссии за «Нафтан», после чего перешёл в «Юнит». В 2008 году пополнил ряды красноярского «Металлурга». Завершил карьеру в ульяновской ««Волге»» 2009 году.

## Достижения
- Победитель зоны «Урал-Поволжье» Второго дивизиона: 2005